# Eyeshield 21
Eyeshield 21 (яп. アイシールド21 Айси:рудо нидзю:ити) — манга об американском футболе, нарисованная Юсукэ Муратой по сюжету Риитиро Инагаки. По мотивам манги в 2004 году был снят анимационный фильм (премьера состоялась на Jump Festa) и одноимённый аниме-сериал. Манга выходила в журнале Shonen Jump издательства Shueisha. Вместе с «Блич», Eyeshield 21 стала лучшей сёнэн-мангой 2007 года по версии About.com. В США публикуется Viz Media. Одноимённый аниме-сериал, сделанный на студиях NAS и Studio Gallop, транслировался по японскому телеканалу TV Tokyo с апреля 2005 по март 2008 года. Он закончился 145 серией.
Манга была закончена 13 июня 2009 года на 333 главе. Всего она насчитывает 37 томов.

## Сюжет
Физически слабый и бесхарактерный парень по имени Сэна Кобаякава поступает в старшую школу, в которой уже год учится его подруга детства — Мамори Анэдзаки. Над Сэной постоянно издеваются. Хотя в драках он не может дать сдачи обидчикам, он научился чрезвычайно быстро бегать и в момент опасности развивает едва ли не скорость света. Талант Сэны замечает капитан школьной команды по американскому футболу «Deimon Devil Bats».

## Персонажи
Главными героями Eyeshield 21 являются члены вымышленной японской команды по американскому футболу Deimon Devil Bats (яп. 泥門デビルバッツ дэймон дэбиру батцу, букв. «Дьявольские летучие мыши»). Команда представляет частную старшую школу «Дэймон» (яп. 私立泥門高等学校 сирицу дэймон ко:то:гакко:). Поначалу в ней присутствуют только два члена, Ёити Хирума и Рёкан Курита, но вскоре к ним присоединяется главный герой произведения — чрезвычайно быстрый Сэна Кобаякава. Чтобы не раскрывать своё настоящее лицо, Сэна берет прозвище «Eyeshield 21» и появляется на поле в шлеме с тёмно-зеленым стеклом. С развитием сюжета Deimon Devil Bats набирает новых членов и продвигается к главной цели — победе на японском чемпионате для старшеклассников Christmas Bowl.

### Deimon Devil Bats
Члены Deimon Devil Bats выходят на поле в красных формах с белыми числами и бежевых штанах. Их шлемы украшены красными крыльями летучей мыши, придуманными автором под влиянием шлемов американской команды Philadelphia Eagles. Фирменная фраза — «Уничтожим их! Я-ха!» (яп. ブッコロス! YA-HA!! буккоросу YA-HA!!), в аниме замененная на «Сокрушим их! Я-ха!» (яп. ブッツブス! YA-HA!! бутцубусу YA-HA!!). Стиль игры — атакующий.
Сэна Кобаякава (яп. 小早川 瀬那 Кобаякава Сэна) — раннинбек, звезда команды, Eyeshield 21. Слабохарактерный парень, всю жизнь боявшийся хулиганов и опекаемый старшей подругой Анэдзаки Мамори. Будучи «мальчиком на посылках», научился развивать невероятную скорость. Изначально хотел стать секретарём команды, но по воле случая попал в основной состав. По приказу Хирумы до определенного момента скрывал свою личность, чтобы не угодить на растерзание другим спортклубам.
Сэйю: Мию Ирино
Ёити Хирума (яп. 蛭魔　妖一 Хирума Ё:ити) — квотербек, основатель, капитан и мозг команды. Имеет арсенал из самых разнообразных видов оружия, которым регулярно пользуется для запугивания окружающих. Может достать любую информацию, часто использует компромат для шантажа. Умён, хитер. Из-за своего характера и нестандартной внешности получил прозвище «дьявол». Любимое восклицание «Йа-Ха!». Во время матча выражает членам команды одобрение пинками.
Сэйю: Ацуси Тамура
Рёкан Курита (яп. 栗田良寛 Курита Рё:кан) — лайнмен, один из трёх изначальных игроков команды. Весёлый и добродушный человек, физически очень силён — один из двух сильнейших игроков на Рождественском кубке. Очень переживает за команду и искренне радуется любому новому игроку в составе. Часто нервничает и переживает.
Сэйю: Коити Нагано
Таро Раймон (яп. 雷門太郎 Раймон Таро:) — ресивер. Невысокий и подвижный, очень похож на обезьяну. Больше известен как «Обезьяна» и «Монта» (когда Сэна приглашал Таро в команду, то неправильно прочёл его имя). 10 лет мечтал стать профессиональным бейсболистом и тренировался в ловле мяча, в «Дэймоне» вступил в бейсбольный клуб, но угодил только в третий состав. Цепкий и прыгучий, один из самых эмоциональных игроков. Цель Монты — стать лучшим ресивером в мире.
Сэйю: Каппэй Ямагути
Дайкити Комусуби (яп. 小結大吉 Комусуби Дайкити) — лайнмен, ученик Рёкана Куриты. Несмотря на свои размеры, очень силён. Подражает Курите. Редко произносит внятную речь, в основном разговаривает на «языке мужиков» (его смысл заключается в произнесении звуков, похожих на мычание, и отдельных слов).
Сэйю: Хидэнори Сакаки
Манабу Юкимицу (яп. 雪光 学 Юкимицу Манабу) — ресивер, физически слаб, но его техника очень хороша (в матче с Shinruji он смог победить Агона и Иккиу). Выносливости Юкимицу даже после упорных тренировок хватает только на полматча, поэтому он секретное оружие Хирумы. Отличается залысиной на лбу. Он вынужден скрывать от своей матери игру в американский футбол.
Сэйю: Масару Хота

### Другие персонажи
Мамори Анэдзаки (яп. 姉崎 まもり Анэдзаки Мамори) — менеджер. Друг детства Сэны, постоянно защищает его. Состоит в комитете по правопорядку, добра, честна и справедлива, не терпит насилия. Часто спорит с Ёити Хирумой, помогает команде. Разработала специальную систему знаков для помощи со скамьи. Дольше всех не знала истинной личности Eyeshield 21, так как Сэна не хотел её шокировать. Обожает пирожные с кремом.
Сэйю: Ая Хирано
Кадзуки Дзюмондзи (яп. 十文字 一輝 Дзю:мондзи Кадзуки)
Сэйю: Таканори Хосино
Кодзи Куроки (яп. 黒木浩二 Куроки Ко:дзи)
Сэйю: Масами Ивасаки
Сёдзё Тогано (яп. 戸叶庄三 Тогано: Сё:дзё)
Сэйю: Такэси Маэда
Тэцуо Исимару (яп. 石丸哲生 Исимару Тэцуо)
Сэйю: Кэй Като
Ёхэй Сатакэ (яп. 佐竹洋平 Сатакэ Ё:хэй)
Сэйю: Кёхито Кавано
Кэнта Ямаока (яп. 山岡健太 Ямаока Кэнта)
Сэйю: Хироси Синогики
Судзуна Таки (яп. 瀧 鈴音 Таки Судзуна)
Сэйю: Сёко Накагава